# РКС (Львів)
Робітничий Клуб Спортовий (РКС; пол. Robotniczy Klub Sportowy, RKS) — польський робітничий спортивний клуб зі Львова, що існував у 1922—1939 роках. Переможець робітничого чемпіонату Польщі з футболу 1935 року. Домашній стадіон — стадіон РКС на Богданівці.
Окрім футболу клуб мав секції боксу, велоспорту, волейболу, газени (чеського ручного м'яча), а також брав участь у мотоциклетних змаганнях.

## Відомі футболісти
Гравці, що коли-небудь виступали за національну збірну Польщі:
- Ян Васевич
- Казімеж Ґурський
- Станіслав Дойчманн